# Arthur Stoll
Pour les articles homonymes, voir Stoll.
Arthur Stoll, né à Schinznach-Dorf le 8 janvier 1887 et mort à Dornach le 13 janvier 1971, est un chimiste suisse, fondateur du département pharmaceutique de l'entreprise Sandoz (aujourd'hui Novartis), entreprise dont il sera successivement PDG, vice-président puis président du conseil d'administration. Il partage la paternité de la synthèse du LSD avec le chimiste Albert Hofmann qui était son employé de laboratoire. La carrière d'Arthur Stoll est couronnée par quelque 18 doctorats honoris causa auprès des plus importantes universités d'Europe et d'Amérique.

## Le fondateur du département pharmaceutique de Sandoz SA
Arthur Stoll fit ses études à l'École polytechnique fédérale de Zurich. De 1912 à 1917, il collabore avec Richard Willstätter au Kaiser-Wilhelm-Institut, où il travaille sur la photosynthèse. Fructueuse, la collaboration entre les deux scientifiques est couronnée par un Prix Nobel attribuée au professeur Willstätter. Cette distinction vaut au jeune Arthur Stoll une notoriété croissant, comme en témoigne sa nomination, en 1917, au titre de Professeur auprès du roi Ludwig III de Bavière. C'est alors que l'entreprise bâloise Sandoz, spécialisée jusqu'alors dans la chimie des colorants, fait appel à Arthur Stoll pour lui confier la création et la gestion de son département pharmaceutique. Les nombreux brevets déposés par le Professeur Arthur Stoll au nom de l'entreprise Sandoz SA (devenue ensuite Novartis) contribueront largement à asseoir le succès économique de cette firme.

## L'ergot de seigle et le LSD

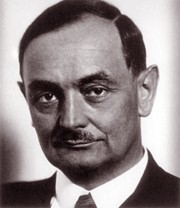
Portrait du Prof. Dr. Med. Arthur Stoll

En 1911, il est professeur à Munich et la même année, il est recruté par Sandoz (aujourd'hui Novartis) pour isoler de l'ergot la matière active utilisée en obstétrique (appelée maintenant l'ergométrine). Il échoue mais il isole l'ergotamine en 1918. À partir de 1923, il est nommé directeur de Sandoz ; il a 36 ans. En 1935 il est nommé vice-président du conseil d'administration de Sandoz, dont il sera de 1964 à 1967 le président. De 1935 à 1945, à la suite des découvertes du médecin anglais C. Moir qui s'aperçut que les principes actifs à actions ocytociques ne se trouvaient pas dans les solvants mais dans la phase aqueuse résiduelle, il travaille de nouveau sur les alcaloïdes de l'ergot et il isole l'ergométrine, l'ergocristine, l'ergokryptine et l'ergocornine. Avec la collaboration d'Albert Hofmann, qui est l'un de ses employés de laboratoire, il synthétise le LSD (Lysergesäurediethylamid). Le brevet est déposé aux États-Unis au nom de Arthur Stoll et Albert Hofmann en 1948 (demande déposée en Suisse le 30 avril 1943).
En 1947, son fils, le Professeur Werner A. Stoll, publie les premiers résultats d'une expérimentation systématique du LSD chez l'homme, et en particulier sur ses patients. Publication dans le Schweizer Archiv für Neurologie und Psychiatrie sous le titre « Diéthylamide de l'acide lysergique, un phantasticum du groupe de l'ergot ».

## Le collectionneur d'art
Arthur Stoll est également reconnu pour sa collection d'art (principalement de l'art moderne suisse), qui comptait plusieurs centaines de pièces dont des tableaux et des sculptures majeures de Ferdinand Hodler (dont il possédait le plus grand corpus privé avec plus de 100 peintures), Albert Anker, Auguste Rodin, Niklaus Stoecklin, François Bocion, Arnold Böcklin ou encore Alberto Giacometti, Van Gogh, Paul Signac, Camille Pissarro, Alfred Sisley, Claude Monet ou Paul Cézanne. L'inventaire de la collection, daté de 1970, comporte quelque 700 pièces (huiles, sculptures, aquarelles et dessins) et plus de 600 estampes. Proche des milieux intellectuels et artistiques, il a échangé de nombreuses lettres notamment avec Hermann Hesse et Albert Schweitzer. Entre 1947 et 1954 il siège à la très officielle Commission fédérale des beaux-arts.
La reconnaissance pour sa collection culminera au milieu des années cinquante, lorsque l'Institut suisse pour l'étude de l'art, dont il est un des membres fondateurs, se reconnait dans sa collection et lui propose d'en éditer le catalogue. Publié en 1961, il figure parmi les premiers travaux importants auxquels s'est consacré l'ISEA. Le large accueil que réservent les médias à l'ouvrage lors de sa parution témoigne de la grande notoriété que sa collection a atteinte.

## Sources
(février 2017).
- Stoll et Hofmann 1943 Die Alkaloide der Ergotoxingruppe: Ergocristin, Ergokryptin und Ergocornin. Helv. Chim. Acta num. 26
- Stoll 1945 Über Ergotamin. Helv. Chim. Acta num. 28
- Stefano Stoll, "La collection Arthur Stoll ou lorsque la science rencontre l'art", in "L'art de collectionner, collections d'art en Suisse depuis 1848", éd. Schweizerisches Institut für Kunstwissenschaft, Zurich, 1998, pp 383 à 390
- Quotidien 24Heures, édité à Lausanne (Suisse), évoque les 70 ans de la découverte du LSD : http://www.24heures.ch/economie/70-bougies-pour-le-premier-trip-au-LSD/story/11711434
- Walter Dettwiler, « Stoll, Arthur » dans le Dictionnaire historique de la Suisse en ligne, version du 31 mai 2012.